# 유엔의 확대

유엔의 확대 연도별 현황</br>
- 세계 지도를 통해 확인하는 유엔 회원국 요약.
1945 (창립 회원 국가)
1946–1959(기간동안 가입한 회원 국가)
1960–1989(기간동안 가입한 회원 국가)
1990–이후 가입한 회원국가
유엔 회원 미가입 국가 현황

유엔의 확대는 유엔이 창립 시점부터 현재까지 확장되어 온 상황을 요약한 것이다. 2018년 9월 27일 기준 193개 회원국이 유엔 총회 회원국을 보유하고 있다.

## 유엔의 확대 역사

### 2차 대전종전 이후
제2차 세계 대전은 1945년에 추축국인 독일과 일본이 항복하게 되며 연합국의 승리로 끝났다. 하지만 세계 대전을 두 번이나 겪게 되면서 인명 피해는 매우 컸다. 그래서 여러 나라들이 다시는 이런 일이 벌어져서는 안 된다는 의미로 1945년 10월 24일, 국제 연합, UN을 창립했다. 당일에 가입한 회원국은 29개국이며, 1945년 한 해에 가입한 국가는 51개국이다. 이후, 하나둘씩 UN에 가입하게 되었다. 필리핀은 1946년에 미국에서 독립했지만 그 이전에 미국으로부터 자치권을 부여받으면서 창립 회원국이 될 수 있었다. 인도 역시 1947년 8월 15일에 영국에서 독립했지만 그 이전에 영국으로부터 자치권을 부여받으면서 필리핀과 똑같이 창립 회원국에 해당된다.
| 구분                                  | 가입국            | 비고                    |
| ------------------------------------- | ----------------- | ----------------------- |
| 1945년 10월 24일 당일에 가입한 회원국 | 미국              | (없음)                  |
| 1945년 10월 24일 당일에 가입한 회원국 | 러시아            | (없음)                  |
| 1945년 10월 24일 당일에 가입한 회원국 | 영국              | (없음)                  |
| 1945년 10월 24일 당일에 가입한 회원국 | 중국              | (없음)                  |
| 1945년 10월 24일 당일에 가입한 회원국 | 프랑스            | (없음)                  |
| 1945년 10월 24일 당일에 가입한 회원국 | 뉴질랜드          | (없음)                  |
| 1945년 10월 24일 당일에 가입한 회원국 | 니카라과          | (없음)                  |
| 1945년 10월 24일 당일에 가입한 회원국 | 덴마크            | (없음)                  |
| 1945년 10월 24일 당일에 가입한 회원국 | 도미니카 공화국   | (없음)                  |
| 1945년 10월 24일 당일에 가입한 회원국 | 레바논            | (없음)                  |
| 1945년 10월 24일 당일에 가입한 회원국 | 룩셈부르크        | (없음)                  |
| 1945년 10월 24일 당일에 가입한 회원국 | 벨라루스          | (없음)                  |
| 1945년 10월 24일 당일에 가입한 회원국 | 브라질            | (없음)                  |
| 1945년 10월 24일 당일에 가입한 회원국 | 사우디아라비아    | (없음)                  |
| 1945년 10월 24일 당일에 가입한 회원국 | 시리아            | (없음)                  |
| 1945년 10월 24일 당일에 가입한 회원국 | 아르헨티나        | (없음)                  |
| 1945년 10월 24일 당일에 가입한 회원국 | 아이티            | (없음)                  |
| 1945년 10월 24일 당일에 가입한 회원국 | 엘살바도르        | (없음)                  |
| 1945년 10월 24일 당일에 가입한 회원국 | 우크라이나        | (없음)                  |
| 1945년 10월 24일 당일에 가입한 회원국 | 유고슬라비아      | (없음)                  |
| 1945년 10월 24일 당일에 가입한 회원국 | 이란              | (없음)                  |
| 1945년 10월 24일 당일에 가입한 회원국 | 이집트            | (없음)                  |
| 1945년 10월 24일 당일에 가입한 회원국 | 체코슬로바키아    | (없음)                  |
| 1945년 10월 24일 당일에 가입한 회원국 | 칠레              | (없음)                  |
| 1945년 10월 24일 당일에 가입한 회원국 | 쿠바              | (없음)                  |
| 1945년 10월 24일 당일에 가입한 회원국 | 튀르키예          | (없음)                  |
| 1945년 10월 24일 당일에 가입한 회원국 | 파라과이          | (없음)                  |
| 1945년 10월 24일 당일에 가입한 회원국 | 폴란드            | (없음)                  |
| 1945년 10월 24일 당일에 가입한 회원국 | 필리핀            | (없음)                  |
| 1945년에 가입한 회원국                | 그리스            | 10월 25일에 가입        |
| 1945년에 가입한 회원국                | 인도              | 10월 30일에 가입        |
| 1945년에 가입한 회원국                | 페루              | 10월 31일에 가입        |
| 1945년에 가입한 회원국                | 오스트레일리아    | 11월 1일에 가입         |
| 1945년에 가입한 회원국                | 라이베리아        | 11월 2일에 가입         |
| 1945년에 가입한 회원국                | 코스타리카        | 11월 2일에 가입         |
| 1945년에 가입한 회원국                | 콜롬비아          | 11월 5일에 가입         |
| 1945년에 가입한 회원국                | 남아프리카 공화국 | 11월 7일에 가입         |
| 1945년에 가입한 회원국                | 멕시코            | 11월 7일에 가입         |
| 1945년에 가입한 회원국                | 캐나다            | 11월 9일에 가입         |
| 1945년에 가입한 회원국                | 에티오피아        | 11월 13일에 가입        |
| 1945년에 가입한 회원국                | 파나마            | 11월 13일에 가입        |
| 1945년에 가입한 회원국                | 볼리비아          | 11월 14일에 가입        |
| 1945년에 가입한 회원국                | 베네수엘라        | 11월 15일에 가입        |
| 1945년에 가입한 회원국                | 과테말라          | 11월 21일에 가입        |
| 1945년에 가입한 회원국                | 노르웨이          | 11월 27일에 가입        |
| 1945년에 가입한 회원국                | 네덜란드          | 12월 10일에 가입        |
| 1945년에 가입한 회원국                | 온두라스          | 12월 17일에 가입        |
| 1945년에 가입한 회원국                | 우루과이          | 12월 18일에 가입        |
| 1945년에 가입한 회원국                | 에콰도르          | 12월 21일에 가입        |
| 1945년에 가입한 회원국                | 이라크            | 12월 21일에 가입        |
| 1945년에 가입한 회원국                | 벨기에            | 12월 27일에 가입        |
| 1946년 이후에 가입한 회원국           | 스웨덴            | 1946년 11월 19일에 가입 |
| 1946년 이후에 가입한 회원국           | 아이슬란드        | 1946년 11월 19일에 가입 |
| 1946년 이후에 가입한 회원국           | 아프가니스탄      | 1946년 11월 19일에 가입 |
| 1946년 이후에 가입한 회원국           | 태국              | 1946년 12월 16일에 가입 |
| 1946년 이후에 가입한 회원국           | 북예멘            | 1947년 9월 30일에 가입  |

### 추축국, 중립국들의 약진
제2차 세계 대전은 끝났지만 미국을 비롯한 자본주의 진영 국가와 소련을 비롯한 사회주의 진영 국가의 대립, 이른바 냉전(冷戰)이 발생했다. 그로 인해 1950년에는 3년간 한국 전쟁이, 1960년에는 15년간 베트남 전쟁이 발발했다. 이뿐만 아니라 독일의 수도 베를린에다가는 베를린 장벽을 세우고, 오스트리아에다가도 역시 미국과 영국, 프랑스, 소련, 4국이 1955년까지 간섭을 했다. 이와 도중에 2차 대전 당시에 추축국이나 중립국이었던 국가들이 1955년 12월 14일을 시작으로 유엔에 가입하기 시작했다. 대표 추축국이었던 일본도 1956년 12월 18일에 가입했으며, 독일도 분단된 상태에서 동서가 동시에 1973년 9월 18일에 가입했다.
| 연월일           | 가입국       | 비고   |
| ---------------- | ------------ | ------ |
| 1955년 12월 14일 | 네팔         | 중립국 |
| 1955년 12월 14일 | 루마니아     | 추축국 |
| 1955년 12월 14일 | 불가리아     | 추축국 |
| 1955년 12월 14일 | 스페인       | 중립국 |
| 1955년 12월 14일 | 아일랜드     | 중립국 |
| 1955년 12월 14일 | 알바니아     | 추축국 |
| 1955년 12월 14일 | 이탈리아     | 추축국 |
| 1955년 12월 14일 | 포르투갈     | 중립국 |
| 1955년 12월 14일 | 핀란드       | 추축국 |
| 1955년 12월 14일 | 헝가리       | 추축국 |
| 1956년 12월 18일 | 일본         | 추축국 |
| 1961년 10월 27일 | 몽골         | 중립국 |
| 1971년 9월 21일  | 부탄         | 중립국 |
| 1971년 10월 7일  | 오만         | 중립국 |
| 1973년 9월 18일  | 서독         | 추축국 |
| 1973년 9월 18일  | 동독         | 추축국 |
| 1990년 9월 18일  | 리히텐슈타인 | 중립국 |
| 1992년 3월 2일   | 산마리노     | 중립국 |
| 1993년 5월 28일  | 모나코       | 중립국 |
| 1993년 7월 28일  | 안도라       | 중립국 |
| 2002년 9월 10일  | 스위스       | 중립국 |

### 수많은 국가의 독립과 회원국 대폭 증가
2차 대전이 끝나고 나서 아시아와 아프리카를 중심으로 여러 국가들이 독립했다. 사실 오늘날 회원국 193개국으로 만들 수 있었던 이유도 역시 많은 국가들이 독립했다는 것이 가장 큰 이유로 손꼽혀 있다.
| 가입 연월일      | 가입국                | 독립 연월일      | 걸린 기간 |
| ---------------- | --------------------- | ---------------- | --------- |
| 1947년 9월 30일  | 파키스탄              | 1947년 8월 14일  | 47일      |
| 1948년 4월 19일  | 미얀마                | 1948년 1월 4일   | 106일     |
| 1949년 5월 11일  | 이스라엘              | 1949년 ?월 ?일   | ?         |
| 1950년 9월 28일  | 인도네시아            | 1945년 8월 17일  | 1868일    |
| 1955년 12월 14일 | 라오스                | 1953년 10월 22일 | 783일     |
| 1955년 12월 14일 | 리비아                | 1951년 12월 24일 | 1451일    |
| 1955년 12월 14일 | 스리랑카              | 1948년 2월 4일   | 2870일    |
| 1955년 12월 14일 | 오스트리아            | 1955년 10월 26일 | 49일      |
| 1955년 12월 14일 | 요르단                | 1946년 5월 25일  | 3490일    |
| 1955년 12월 14일 | 캄보디아              | 1953년 11월 9일  | 765일     |
| 1956년 11월 12일 | 모로코                | 1955년 11월 18일 | 360일     |
| 1956년 11월 12일 | 수단                  | 1956년 1월 1일   | 316일     |
| 1956년 11월 12일 | 튀니지                | 1956년 3월 20일  | 237일     |
| 1957년 3월 8일   | 가나                  | 1957년 3월 6일   | 2일       |
| 1957년 9월 17일  | 말레이시아            | 1957년 8월 31일  | 17일      |
| 1958년 12월 12일 | 기니                  | 1958년 10월 2일  | 71일      |
| 1960년 9월 20일  | 가봉                  | 1960년 8월 16일  | 35일      |
| 1960년 9월 20일  | 니제르                | 1960년 8월 3일   | 48일      |
| 1960년 9월 20일  | 마다가스카르          | 1960년 6월 26일  | 86일      |
| 1960년 9월 20일  | 베냉                  | 1960년 8월 1일   | 50일      |
| 1960년 9월 20일  | 부르키나파소          | 1960년 8월 5일   | 46일      |
| 1960년 9월 20일  | 소말리아              | 1960년 7월 1일   | 81일      |
| 1960년 9월 20일  | 중앙아프리카 공화국   | 1960년 8월 13일  | 38일      |
| 1960년 9월 20일  | 차드                  | 1960년 8월 11일  | 40일      |
| 1960년 9월 20일  | 카메룬                | 1960년 1월 1일   | 263일     |
| 1960년 9월 20일  | 코트디부아르          | 1960년 8월 7일   | 44일      |
| 1960년 9월 20일  | 콩고 공화국           | 1960년 8월 15일  | 36일      |
| 1960년 9월 20일  | 콩고 민주 공화국      | 1960년 6월 30일  | 82일      |
| 1960년 9월 20일  | 키프로스              | 1960년 10월 1일  | ?         |
| 1960년 9월 20일  | 토고                  | 1960년 4월 27일  | 146일     |
| 1960년 9월 28일  | 말리                  | 1960년 9월 22일  | 6일       |
| 1960년 9월 28일  | 세네갈                | 1960년 4월 4일   | 169일     |
| 1960년 10월 7일  | 나이지리아            | 1960년 10월 1일  | 6일       |
| 1961년 9월 27일  | 시에라리온            | 1961년 4월 27일  | 153일     |
| 1961년 10월 27일 | 모리타니              | 1960년 11월 28일 | 333일     |
| 1961년 12월 14일 | 탕가니카              | 1961년 12월 9일  | 5일       |
| 1962년 9월 18일  | 르완다                | 1962년 7월 1일   | 79일      |
| 1962년 9월 18일  | 부룬디                | 1962년 7월 1일   | 79일      |
| 1962년 9월 18일  | 자메이카              | 1962년 8월 6일   | 43일      |
| 1962년 9월 18일  | 트리니다드 토바고     | 1962년 8월 31일  | 18일      |
| 1962년 10월 8일  | 알제리                | 1962년 7월 5일   | 95일      |
| 1962년 10월 25일 | 우간다                | 1962년 10월 9일  | 16일      |
| 1963년 5월 14일  | 쿠웨이트              | 1961년 2월 25일  | 808일     |
| 1963년 12월 16일 | 케냐                  | 1963년 12월 12일 | 4일       |
| 1963년 12월 16일 | 잔지바르              | 1963년 12월 10일 | 6일       |
| 1964년 12월 1일  | 말라위                | 1964년 7월 6일   | 148일     |
| 1964년 12월 1일  | 몰타                  | 1964년 9월 21일  | 71일      |
| 1964년 12월 1일  | 잠비아                | 1964년 10월 24일 | 38일      |
| 1965년 9월 21일  | 감비아                | 1965년 2월 18일  | 215일     |
| 1965년 9월 21일  | 몰디브                | 1965년 7월 26일  | 57일      |
| 1965년 9월 21일  | 싱가포르              | 1965년 8월 9일   | 43일      |
| 1966년 9월 20일  | 가이아나              | 1966년 5월 26일  | 117일'    |
| 1966년 9월 20일  | 레소토                | 1966년 10월 4일  | ?         |
| 1966년 10월 17일 | 보츠와나              | 1966년 9월 30일  | 17일      |
| 1966년 12월 9일  | 바베이도스            | 1966년 11월 30일 | 9일       |
| 1967년 12월 14일 | 남예멘                | 1967년 11월 30일 | 14일      |
| 1968년 4월 24일  | 모리셔스              | 1968년 3월 12일  | 43일      |
| 1968년 9월 24일  | 에스와티니            | 1968년 9월 6일   | 18일      |
| 1968년 11월 12일 | 적도 기니             | 1968년 10월 12일 | 31일      |
| 1970년 10월 13일 | 피지                  | 1970년 10월 10일 | 3일       |
| 1971년 9월 21일  | 바레인                | 1971년 12월 16일 | ?         |
| 1971년 9월 21일  | 카타르                | 1971년 12월 18일 | ?         |
| 1971년 12월 9일  | 아랍에미리트          | 1971년 12월 2일  | 7일       |
| 1973년 9월 18일  | 바하마                | 1973년 7월 10일  | 70일      |
| 1974년 9월 17일  | 그레나다              | 1974년 2월 7일   | 222일     |
| 1974년 9월 17일  | 기니비사우            | 1973년 9월 24일  | 358일     |
| 1974년 9월 17일  | 방글라데시            | 1971년 3월 26일  | 1271일    |
| 1975년 9월 16일  | 모잠비크              | 1975년 6월 25일  | 83일      |
| 1975년 9월 16일  | 상투메 프린시페       | 1975년 7월 12일  | 66일      |
| 1975년 9월 16일  | 카보베르데            | 1975년 7월 5일   | 73일      |
| 1975년 10월 10일 | 파푸아뉴기니          | 1975년 9월 16일  | 24일      |
| 1975년 11월 12일 | 코모로                | 1975년 7월 6일   | 129일     |
| 1975년 12월 4일  | 수리남                | 1975년 11월 25일 | 9일       |
| 1976년 9월 21일  | 세이셸                | 1976년 6월 29일  | 84일      |
| 1976년 12월 1일  | 앙골라                | 1975년 11월 11일 | 386일     |
| 1976년 12월 15일 | 사모아                | 1962년 6월 1일   | 5311일    |
| 1977년 9월 20일  | 지부티                | 1977년 6월 27일  | 85일      |
| 1978년 9월 19일  | 솔로몬 제도           | 1978년 7월 7일   | 74일      |
| 1978년 12월 18일 | 도미니카 연방         | 1978년 11월 3일  | 45일      |
| 1979년 9월 18일  | 세인트루시아          | 1979년 2월 22일  | 216일     |
| 1980년 8월 25일  | 짐바브웨              | 1980년 4월 18일  | 129일     |
| 1980년 9월 16일  | 세인트빈센트 그레나딘 | 1979년 10월 27일 | 324일     |
| 1981년 9월 15일  | 바누아투              | 1980년 7월 30일  | 412일     |
| 1981년 9월 25일  | 벨리즈                | 1981년 9월 21일  | 4일       |
| 1981년 11월 11일 | 앤티가 바부다         | 1981년 11월 1일  | 10일      |
| 1983년 9월 23일  | 세인트키츠 네비스     | 1983년 9월 19일  | 4일       |
| 1984년 9월 21일  | 브루나이              | 1984년 2월 23일  | 211일     |
| 1990년 4월 23일  | 나미비아              | 1990년 3월 21일  | 33일      |
| 1991년 9월 17일  | 라트비아              | 1990년 5월 4일   | 501일     |
| 1991년 9월 17일  | 리투아니아            | 1990년 3월 11일  | 555일     |
| 1991년 9월 17일  | 마셜 제도             | 1986년 10월 21일 | 1792일    |
| 1991년 9월 17일  | 미크로네시아 연방     | 1986년 11월 3일  | 1779일    |
| 1991년 9월 17일  | 에스토니아            | 1991년 8월 20일  | 28일      |
| 1992년 3월 2일   | 몰도바                | 1991년 8월 27일  | 188일     |
| 1992년 3월 2일   | 아르메니아            | 1991년 9월 21일  | 163일     |
| 1992년 3월 2일   | 아제르바이잔          | 1991년 10월 18일 | 136일     |
| 1992년 3월 2일   | 우즈베키스탄          | 1991년 9월 1일   | 183일     |
| 1992년 3월 2일   | 카자흐스탄            | 1991년 12월 16일 | 77일      |
| 1992년 3월 2일   | 키르기스스탄          | 1991년 8월 31일  | 184일     |
| 1992년 3월 2일   | 타지키스탄            | 1991년 9월 9일   | 175일     |
| 1992년 3월 2일   | 투르크메니스탄        | 1991년 9월 27일  | 157일     |
| 1992년 5월 22일  | 보스니아 헤르체고비나 | 1992년 3월 1일   | 82일      |
| 1992년 5월 22일  | 슬로베니아            | 1990년 12월 26일 | 431일     |
| 1992년 5월 22일  | 크로아티아            | 1990년 5월 30일  | 723일     |
| 1992년 7월 31일  | 조지아                | 1991년 4월 9일   | 479일     |
| 1993년 4월 8일   | 북마케도니아          | 1991년 9월 8일   | 578일     |
| 1993년 5월 28일  | 에리트레아            | 1991년 5월 24일  | 735일     |
| 1994년 12월 15일 | 팔라우                | 1994년 10월 1일  | 75일      |
| 1999년 9월 14일  | 나우루                | 1968년 1월 31일  | 11550일   |
| 1999년 9월 14일  | 키리바시              | 1979년 7월 12일  | 7369일    |
| 1999년 9월 14일  | 통가                  | 1970년 6월 4일   | 10694일   |
| 2000년 9월 5일   | 투발루                | 1978년 10월 1일  | 8010일    |
| 2002년 9월 27일  | 동티모르              | 2002년 5월 20일  | 130일     |
| 2006년 6월 28일  | 몬테네그로            | 2006년 5월 21일  | 38일      |
| 2011년 7월 14일  | 남수단                | 2011년 7월 9일   | 6일       |

### 냉전 완화, 그리고 통일과 분열
1980년대부터 냉전이 서서히 누그러지게 되면서 베트남, 예멘, 독일 등 여러 국가들이 통일되었다. 반면 소련, 유고슬라비아, 체코슬로바키아처럼 여러 국가로 쪼개어진 곳도 있다. 대한민국과 조선민주주의인민공화국은 아직 통일을 하지 못한 상태이지만 유엔 회원국 간의 공방 끝에 결국 1991년 9월 17일에 두 나라를 동시에 가입시켰다.
| 가입 연월일     | 가입 국가              | 통일 또는 분열 연도 |
| --------------- | ---------------------- | ------------------- |
| 1977년 9월 20일 | 베트남                 | 1975년              |
| 1991년 9월 17일 | 대한민국               | 1953년 7월 27일     |
| 1991년 9월 17일 | 조선민주주의인민공화국 | 1953년 7월 27일     |
| 1993년 1월 19일 | 체코                   | 1993년 1월 1일      |
| 1993년 1월 19일 | 슬로바키아             | 1993년 1월 1일      |
| 2000년 11월 1일 | 세르비아               | 1991년              |

## UN 회원국 현황 정리
| 연도   | 가입 국가                              | 탈퇴 국가                                                    | 기타 변동 여부                                                           | 회원국 수 |
| ------ | -------------------------------------- | ------------------------------------------------------------ | ------------------------------------------------------------------------ | --------- |
| 1945년 | 미국 (10월 24일 가입)                  |                                                              |                                                                          | 51        |
| 1945년 | 러시아 SFSR (10월 24일 가입)           |                                                              |                                                                          | 51        |
| 1945년 | 영국 (10월 24일 가입)                  |                                                              |                                                                          | 51        |
| 1945년 | 중화민국 (10월 24일 가입)              |                                                              |                                                                          | 51        |
| 1945년 | 프랑스 (10월 24일 가입)                |                                                              |                                                                          | 51        |
| 1945년 | 뉴질랜드 (10월 24일 가입)              |                                                              |                                                                          | 51        |
| 1945년 | 니카라과 (10월 24일 가입)              |                                                              |                                                                          | 51        |
| 1945년 | 덴마크 (10월 24일 가입)                |                                                              |                                                                          | 51        |
| 1945년 | 도미니카 공화국 (10월 24일 가입)       |                                                              |                                                                          | 51        |
| 1945년 | 레바논 (10월 24일 가입)                |                                                              |                                                                          | 51        |
| 1945년 | 룩셈부르크 (10월 24일 가입)            |                                                              |                                                                          | 51        |
| 1945년 | 벨로루시 SSR (10월 24일 가입)          |                                                              |                                                                          | 51        |
| 1945년 | 브라질 (10월 24일 가입)                |                                                              |                                                                          | 51        |
| 1945년 | 사우디아라비아 (10월 24일 가입)        |                                                              |                                                                          | 51        |
| 1945년 | 시리아 (10월 24일 가입)                |                                                              |                                                                          | 51        |
| 1945년 | 아르헨티나 (10월 24일 가입)            |                                                              |                                                                          | 51        |
| 1945년 | 아이티 (10월 24일 가입)                |                                                              |                                                                          | 51        |
| 1945년 | 엘살바도르 (10월 24일 가입)            |                                                              |                                                                          | 51        |
| 1945년 | 우크라이나 SSR (10월 24일 가입)        |                                                              |                                                                          | 51        |
| 1945년 | 유고슬라비아 (10월 24일 가입)          |                                                              |                                                                          | 51        |
| 1945년 | 이란 (10월 24일 가입)                  |                                                              |                                                                          | 51        |
| 1945년 | 이집트 (10월 24일 가입)                |                                                              |                                                                          | 51        |
| 1945년 | 체코슬로바키아 (10월 24일 가입)        |                                                              |                                                                          | 51        |
| 1945년 | 칠레 (10월 24일 가입)                  |                                                              |                                                                          | 51        |
| 1945년 | 쿠바 (10월 24일 가입)                  |                                                              |                                                                          | 51        |
| 1945년 | 튀르키예 (10월 24일 가입)              |                                                              |                                                                          | 51        |
| 1945년 | 파라과이 (10월 24일 가입)              |                                                              |                                                                          | 51        |
| 1945년 | 폴란드 (10월 24일 가입)                |                                                              |                                                                          | 51        |
| 1945년 | 필리핀 (10월 24일 가입)                |                                                              |                                                                          | 51        |
| 1945년 | 그리스 (10월 25일 가입)                |                                                              |                                                                          | 51        |
| 1945년 | 인도 제국 (10월 30일 가입)             |                                                              |                                                                          | 51        |
| 1945년 | 페루 (10월 31일 가입)                  |                                                              |                                                                          | 51        |
| 1945년 | 오스트레일리아 (11월 1일 가입)         |                                                              |                                                                          | 51        |
| 1945년 | 라이베리아 (11월 2일 가입)             |                                                              |                                                                          | 51        |
| 1945년 | 코스타리카 (11월 2일 가입)             |                                                              |                                                                          | 51        |
| 1945년 | 콜롬비아 (11월 5일 가입)               |                                                              |                                                                          | 51        |
| 1945년 | 남아프리카 공화국 (11월 7일 가입)      |                                                              |                                                                          | 51        |
| 1945년 | 멕시코 (11월 7일 가입)                 |                                                              |                                                                          | 51        |
| 1945년 | 캐나다 (11월 9일 가입)                 |                                                              |                                                                          | 51        |
| 1945년 | 에티오피아 (11월 13일 가입)            |                                                              |                                                                          | 51        |
| 1945년 | 파나마 (11월 13일 가입)                |                                                              |                                                                          | 51        |
| 1945년 | 볼리비아 (11월 14일 가입)              |                                                              |                                                                          | 51        |
| 1945년 | 베네수엘라 (11월 15일 가입)            |                                                              |                                                                          | 51        |
| 1945년 | 과테말라 (11월 21일 가입)              |                                                              |                                                                          | 51        |
| 1945년 | 노르웨이 (11월 27일 가입)              |                                                              |                                                                          | 51        |
| 1945년 | 네덜란드 (12월 10일 가입)              |                                                              |                                                                          | 51        |
| 1945년 | 온두라스 (12월 17일 가입)              |                                                              |                                                                          | 51        |
| 1945년 | 우루과이 (12월 18일 가입)              |                                                              |                                                                          | 51        |
| 1945년 | 에콰도르 (12월 21일 가입)              |                                                              |                                                                          | 51        |
| 1945년 | 이라크 (12월 21일 가입)                |                                                              |                                                                          | 51        |
| 1945년 | 벨기에 (12월 27일 가입)                |                                                              |                                                                          | 51        |
| 1946년 | 스웨덴 (11월 19일 가입)                |                                                              |                                                                          | 55        |
| 1946년 | 아이슬란드 (11월 19일 가입)            |                                                              |                                                                          | 55        |
| 1946년 | 아프가니스탄 (11월 19일 가입)          |                                                              |                                                                          | 55        |
| 1946년 | 태국 (12월 16일 가입)                  |                                                              |                                                                          | 55        |
| 1947년 | 예멘 왕국 (9월 30일 가입)              |                                                              | 인도 제국 → 인도                                                         | 57        |
| 1947년 | 파키스탄 (9월 30일 가입)               |                                                              | 인도 제국 → 인도                                                         | 57        |
| 1948년 | 미얀마 (4월 19일 가입)                 |                                                              |                                                                          | 58        |
| 1949년 | 이스라엘 (5월 11일 가입)               |                                                              |                                                                          | 59        |
| 1950년 | 인도네시아 (9월 28일 가입)             |                                                              |                                                                          | 60        |
| 1955년 | 네팔 (12월 14일 가입)                  |                                                              |                                                                          | 76        |
| 1955년 | 라오스 (12월 14일 가입)                |                                                              |                                                                          | 76        |
| 1955년 | 루마니아 (12월 14일 가입)              |                                                              |                                                                          | 76        |
| 1955년 | 리비아 (12월 14일 가입)                |                                                              |                                                                          | 76        |
| 1955년 | 불가리아 (12월 14일 가입)              |                                                              |                                                                          | 76        |
| 1955년 | 스리랑카 (12월 14일 가입)              |                                                              |                                                                          | 76        |
| 1955년 | 스페인 (12월 14일 가입)                |                                                              |                                                                          | 76        |
| 1955년 | 아일랜드 (12월 14일 가입)              |                                                              |                                                                          | 76        |
| 1955년 | 알바니아 (12월 14일 가입)              |                                                              |                                                                          | 76        |
| 1955년 | 오스트리아 (12월 14일 가입)            |                                                              |                                                                          | 76        |
| 1955년 | 요르단 (12월 14일 가입)                |                                                              |                                                                          | 76        |
| 1955년 | 이탈리아 (12월 14일 가입)              |                                                              |                                                                          | 76        |
| 1955년 | 캄보디아 (12월 14일 가입)              |                                                              |                                                                          | 76        |
| 1955년 | 포르투갈 (12월 14일 가입)              |                                                              |                                                                          | 76        |
| 1955년 | 핀란드 (12월 14일 가입)                |                                                              |                                                                          | 76        |
| 1955년 | 헝가리 (12월 14일 가입)                |                                                              |                                                                          | 76        |
| 1956년 | 모로코 (11월 12일 가입)                |                                                              |                                                                          | 80        |
| 1956년 | 수단 (11월 12일 가입)                  |                                                              |                                                                          | 80        |
| 1956년 | 튀니지 (11월 12일 가입)                |                                                              |                                                                          | 80        |
| 1956년 | 일본 (12월 18일 가입)                  |                                                              |                                                                          | 80        |
| 1957년 | 가나 (3월 8일 가입)                    |                                                              |                                                                          | 82        |
| 1957년 | 말라야 연방 (9월 17일 가입)            |                                                              |                                                                          | 82        |
| 1958년 | 기니 (12월 12일 가입)                  |                                                              | 이집트 + 시리아 → 아랍 연합 공화국                                       | 82        |
| 1960년 | 가봉 (9월 20일 가입)                   |                                                              |                                                                          | 99        |
| 1960년 | 니제르 (9월 20일 가입)                 |                                                              |                                                                          | 99        |
| 1960년 | 마다가스카르 (9월 20일 가입)           |                                                              |                                                                          | 99        |
| 1960년 | 베냉 (9월 20일 가입)                   |                                                              |                                                                          | 99        |
| 1960년 | 부르키나파소 (9월 20일 가입)           |                                                              |                                                                          | 99        |
| 1960년 | 소말리아 (9월 20일 가입)               |                                                              |                                                                          | 99        |
| 1960년 | 중앙아프리카 공화국 (9월 20일 가입)    |                                                              |                                                                          | 99        |
| 1960년 | 차드 (9월 20일 가입)                   |                                                              |                                                                          | 99        |
| 1960년 | 카메룬 (9월 20일 가입)                 |                                                              |                                                                          | 99        |
| 1960년 | 코트디부아르 (9월 20일 가입)           |                                                              |                                                                          | 99        |
| 1960년 | 콩고 공화국 (9월 20일 가입)            |                                                              |                                                                          | 99        |
| 1960년 | 콩고 민주 공화국 (9월 20일 가입)       |                                                              |                                                                          | 99        |
| 1960년 | 키프로스 (9월 20일 가입)               |                                                              |                                                                          | 99        |
| 1960년 | 토고 (9월 20일 가입)                   |                                                              |                                                                          | 99        |
| 1960년 | 말리 (9월 28일 가입)                   |                                                              |                                                                          | 99        |
| 1960년 | 세네갈 (9월 28일 가입)                 |                                                              |                                                                          | 99        |
| 1960년 | 나이지리아 (10월 7일 가입)             |                                                              |                                                                          | 99        |
| 1961년 | 시에라리온 (9월 27일 가입)             |                                                              | 시리아, 아랍 연합 공화국 탈퇴                                            | 104       |
| 1961년 | 모리타니 (10월 27일 가입)              |                                                              | 시리아, 아랍 연합 공화국 탈퇴                                            | 104       |
| 1961년 | 몽골 (10월 27일 가입)                  |                                                              | 시리아, 아랍 연합 공화국 탈퇴                                            | 104       |
| 1961년 | 탕가니카 (12월 14일 가입)              |                                                              | 시리아, 아랍 연합 공화국 탈퇴                                            | 104       |
| 1962년 | 르완다 (9월 18일 가입)                 |                                                              | 예멘 왕국 → 북예멘                                                       | 110       |
| 1962년 | 부룬디 (9월 18일 가입)                 |                                                              | 예멘 왕국 → 북예멘                                                       | 110       |
| 1962년 | 자메이카 (9월 18일 가입)               |                                                              | 예멘 왕국 → 북예멘                                                       | 110       |
| 1962년 | 트리니다드 토바고 (9월 18일 가입)      |                                                              | 예멘 왕국 → 북예멘                                                       | 110       |
| 1962년 | 알제리 (10월 8일 가입)                 |                                                              | 예멘 왕국 → 북예멘                                                       | 110       |
| 1962년 | 우간다 (10월 25일 가입)                |                                                              | 예멘 왕국 → 북예멘                                                       | 110       |
| 1963년 | 쿠웨이트 (5월 14일 가입)               |                                                              | 말라야 연방 → 말레이시아                                                 | 113       |
| 1963년 | 잔지바르 (12월 16일 가입)              |                                                              | 말라야 연방 → 말레이시아                                                 | 113       |
| 1963년 | 케냐 (12월 16일 가입)                  |                                                              | 말라야 연방 → 말레이시아                                                 | 113       |
| 1964년 | 말라위 (12월 1일 가입)                 |                                                              | 탕가니카 + 잔지바르 → 탄자니아                                           | 115       |
| 1964년 | 몰타 (12월 1일 가입)                   |                                                              | 탕가니카 + 잔지바르 → 탄자니아                                           | 115       |
| 1964년 | 잠비아 (12월 1일 가입)                 |                                                              | 탕가니카 + 잔지바르 → 탄자니아                                           | 115       |
| 1965년 | 감비아 (9월 21일 가입)                 |                                                              |                                                                          | 118       |
| 1965년 | 몰디브 (9월 21일 가입)                 |                                                              |                                                                          | 118       |
| 1965년 | 싱가포르 (9월 21일 가입)               |                                                              |                                                                          | 118       |
| 1966년 | 가이아나 (9월 20일 가입)               |                                                              |                                                                          | 122       |
| 1966년 | 레소토 (9월 20일 가입)                 |                                                              |                                                                          | 122       |
| 1966년 | 보츠와나 (10월 17일 가입)              |                                                              |                                                                          | 122       |
| 1966년 | 바베이도스 (12월 9일 가입)             |                                                              |                                                                          | 122       |
| 1967년 | 남예멘 (12월 14일 가입)                |                                                              |                                                                          | 123       |
| 1968년 | 모리셔스 (4월 24일 가입)               |                                                              |                                                                          | 126       |
| 1968년 | 에스와티니 (9월 24일 가입)             |                                                              |                                                                          | 126       |
| 1968년 | 적도 기니 (11월 12일 가입)             |                                                              |                                                                          | 126       |
| 1970년 | 피지 (10월 13일 가입)                  |                                                              |                                                                          | 127       |
| 1971년 | 바레인 (9월 21일 가입)                 |                                                              | 아랍 연합 공화국 → 이집트 중화민국 → 중화 인민 공화국                    | 132       |
| 1971년 | 부탄 (9월 21일 가입)                   |                                                              | 아랍 연합 공화국 → 이집트 중화민국 → 중화 인민 공화국                    | 132       |
| 1971년 | 카타르 (9월 21일 가입)                 |                                                              | 아랍 연합 공화국 → 이집트 중화민국 → 중화 인민 공화국                    | 132       |
| 1971년 | 오만 (10월 7일 가입)                   |                                                              | 아랍 연합 공화국 → 이집트 중화민국 → 중화 인민 공화국                    | 132       |
| 1971년 | 아랍에미리트 (12월 9일 가입)           |                                                              | 아랍 연합 공화국 → 이집트 중화민국 → 중화 인민 공화국                    | 132       |
| 1973년 | 서독 (9월 18일 가입)                   |                                                              |                                                                          | 135       |
| 1973년 | 동독 (9월 18일 가입)                   |                                                              |                                                                          | 135       |
| 1973년 | 바하마 (9월 18일 가입)                 |                                                              |                                                                          | 135       |
| 1974년 | 그레나다 (9월 17일 가입)               |                                                              |                                                                          | 138       |
| 1974년 | 기니비사우 (9월 17일 가입)             |                                                              |                                                                          | 138       |
| 1974년 | 방글라데시 (9월 17일 가입)             |                                                              |                                                                          | 138       |
| 1975년 | 모잠비크 (9월 16일 가입)               |                                                              |                                                                          | 144       |
| 1975년 | 상투메 프린시페 (9월 16일 가입)        |                                                              |                                                                          | 144       |
| 1975년 | 카보베르데 (9월 16일 가입)             |                                                              |                                                                          | 144       |
| 1975년 | 파푸아뉴기니 (10월 10일 가입)          |                                                              |                                                                          | 144       |
| 1975년 | 코모로 (11월 12일 가입)                |                                                              |                                                                          | 144       |
| 1975년 | 수리남 (12월 4일 가입)                 |                                                              |                                                                          | 144       |
| 1976년 | 세이셸 (9월 21일 가입)                 |                                                              |                                                                          | 147       |
| 1976년 | 앙골라 (12월 1일)                      |                                                              |                                                                          | 147       |
| 1976년 | 사모아 (12월 15일)                     |                                                              |                                                                          | 147       |
| 1977년 | 베트남 (9월 20일 가입)                 |                                                              |                                                                          | 149       |
| 1977년 | 지부티 (9월 20일 가입)                 |                                                              |                                                                          | 149       |
| 1978년 | 솔로몬 제도 (9월 19일 가입)            |                                                              |                                                                          | 151       |
| 1978년 | 도미니카 연방 (12월 18일 가입)         |                                                              |                                                                          | 151       |
| 1979년 | 세인트루시아 (9월 18일 가입)           |                                                              |                                                                          | 152       |
| 1980년 | 짐바브웨 (8월 25일 가입)               |                                                              |                                                                          | 154       |
| 1980년 | 세인트빈센트 그레나딘 (9월 16일 가입)  |                                                              |                                                                          | 154       |
| 1981년 | 바누아투 (9월 15일 가입)               |                                                              |                                                                          | 157       |
| 1981년 | 벨리즈 (9월 25일 가입)                 |                                                              |                                                                          | 157       |
| 1981년 | 앤티가 바부다 (11월 11일 가입)         |                                                              |                                                                          | 157       |
| 1983년 | 세인트키츠 네비스 (9월 23일 가입)      |                                                              |                                                                          | 158       |
| 1984년 | 브루나이 (9월 21일 가입)               |                                                              |                                                                          | 159       |
| 1990년 | 나미비아 (4월 23일 가입)               |                                                              | 북예멘 + 남예멘 → 예멘                                                   | 159       |
| 1990년 | 리히텐슈타인 (9월 18일 가입)           | 서독 + 동독 → 독일                                           |                                                                          | 159       |
| 1991년 | 대한민국 (9월 17일 가입)               |                                                              | 러시아 SFSR → 러시아 벨로루시 SSR → 벨라루스 우크라이나 SSR → 우크라이나 | 166       |
| 1991년 | 라트비아 (9월 17일 가입)               |                                                              | 러시아 SFSR → 러시아 벨로루시 SSR → 벨라루스 우크라이나 SSR → 우크라이나 | 166       |
| 1991년 | 리투아니아 (9월 17일 가입)             |                                                              | 러시아 SFSR → 러시아 벨로루시 SSR → 벨라루스 우크라이나 SSR → 우크라이나 | 166       |
| 1991년 | 마셜 제도 (9월 17일 가입)              |                                                              | 러시아 SFSR → 러시아 벨로루시 SSR → 벨라루스 우크라이나 SSR → 우크라이나 | 166       |
| 1991년 | 미크로네시아 연방 (9월 17일 가입)      |                                                              | 러시아 SFSR → 러시아 벨로루시 SSR → 벨라루스 우크라이나 SSR → 우크라이나 | 166       |
| 1991년 | 조선민주주의인민공화국 (9월 17일 가입) |                                                              | 러시아 SFSR → 러시아 벨로루시 SSR → 벨라루스 우크라이나 SSR → 우크라이나 | 166       |
| 1991년 | 에스토니아 (9월 17일 가입)             |                                                              | 러시아 SFSR → 러시아 벨로루시 SSR → 벨라루스 우크라이나 SSR → 우크라이나 | 166       |
| 1992년 | 몰도바 (3월 2일 가입)                  | 유고슬라비아 (4월 28일 탈퇴) 체코슬로바키아 (12월 31일 탈퇴) |                                                                          | 177       |
| 1992년 | 산마리노 (3월 2일 가입)                | 유고슬라비아 (4월 28일 탈퇴) 체코슬로바키아 (12월 31일 탈퇴) |                                                                          | 177       |
| 1992년 | 아르메니아 (3월 2일 가입)              | 유고슬라비아 (4월 28일 탈퇴) 체코슬로바키아 (12월 31일 탈퇴) |                                                                          | 177       |
| 1992년 | 아제르바이잔 (3월 2일 가입)            | 유고슬라비아 (4월 28일 탈퇴) 체코슬로바키아 (12월 31일 탈퇴) |                                                                          | 177       |
| 1992년 | 우즈베키스탄 (3월 2일 가입)            | 유고슬라비아 (4월 28일 탈퇴) 체코슬로바키아 (12월 31일 탈퇴) |                                                                          | 177       |
| 1992년 | 카자흐스탄 (3월 2일 가입)              | 유고슬라비아 (4월 28일 탈퇴) 체코슬로바키아 (12월 31일 탈퇴) |                                                                          | 177       |
| 1992년 | 키르기스스탄 (3월 2일 가입)            | 유고슬라비아 (4월 28일 탈퇴) 체코슬로바키아 (12월 31일 탈퇴) |                                                                          | 177       |
| 1992년 | 타지키스탄 (3월 2일 가입)              | 유고슬라비아 (4월 28일 탈퇴) 체코슬로바키아 (12월 31일 탈퇴) |                                                                          | 177       |
| 1992년 | 투르크메니스탄 (3월 2일 가입)          | 유고슬라비아 (4월 28일 탈퇴) 체코슬로바키아 (12월 31일 탈퇴) |                                                                          | 177       |
| 1992년 | 보스니아 헤르체고비나 (5월 22일 가입)  | 유고슬라비아 (4월 28일 탈퇴) 체코슬로바키아 (12월 31일 탈퇴) |                                                                          | 177       |
| 1992년 | 슬로베니아 (5월 22일 가입)             | 유고슬라비아 (4월 28일 탈퇴) 체코슬로바키아 (12월 31일 탈퇴) |                                                                          | 177       |
| 1992년 | 크로아티아 (5월 22일 가입)             | 유고슬라비아 (4월 28일 탈퇴) 체코슬로바키아 (12월 31일 탈퇴) |                                                                          | 177       |
| 1992년 | 조지아 (7월 31일 가입)                 | 유고슬라비아 (4월 28일 탈퇴) 체코슬로바키아 (12월 31일 탈퇴) |                                                                          | 177       |
| 1993년 | 슬로바키아 (1월 19일 가입)             |                                                              |                                                                          | 183       |
| 1993년 | 체코 (1월 19일 가입)                   |                                                              |                                                                          | 183       |
| 1993년 | 북마케도니아 (4월 8일 가입)            |                                                              |                                                                          | 183       |
| 1993년 | 모나코 (5월 28일 가입)                 |                                                              |                                                                          | 183       |
| 1993년 | 에리트레아 (5월 28일 가입)             |                                                              |                                                                          | 183       |
| 1993년 | 안도라 (7월 28일 가입)                 |                                                              |                                                                          | 183       |
| 1994년 | 팔라우 (12월 15일 가입)                |                                                              |                                                                          | 184       |
| 1999년 | 나우루 (9월 14일 가입)                 |                                                              |                                                                          | 187       |
| 1999년 | 키리바시 (9월 14일 가입)               |                                                              |                                                                          | 187       |
| 1999년 | 통가 (9월 14일 가입)                   |                                                              |                                                                          | 187       |
| 2000년 | 투발루 (9월 5일 가입)                  |                                                              |                                                                          | 189       |
| 2000년 | 유고슬라비아 (11월 1일 가입)           |                                                              |                                                                          | 189       |
| 2002년 | 스위스 (9월 10일 가입)                 |                                                              |                                                                          | 191       |
| 2002년 | 동티모르 (9월 27일 가입)               |                                                              |                                                                          | 191       |
| 2006년 | 몬테네그로 (6월 28일 가입)             |                                                              | 유고슬라비아(세르비아 몬테네그로) → 세르비아                             | 192       |
| 2011년 | 남수단 (7월 14일 가입)                 |                                                              |                                                                          | 193       |

## 같이 보기
- 성좌 (가톨릭)
- 몰타 기사단
- 나라 목록
- 유엔 회원국